# Mulagadde, Hosanagara
Mulagadde là một làng thuộc tehsil Hosanagara, huyện Shimoga, bang Karnataka, Ấn Độ.